# Бучаев, Ахмед Гамидович
Ахмед Гамидович Бучаев (9 мая 1965, Махачкала, Дагестанская АССР, СССР) — российский экономист, доктор экономических наук ректор Дагестанского государственного университета народного хозяйства. По национальности — кумык.

## Биография
Ахмед Бучаев родился 9 мая 1965 года в Махачкале. В 1982 году с отличием окончил школу № 4 в Махачкале. В 1988 году окончил с отличием экономический факультет Дагестанского государственного университета. В 1999 году защитил кандидатскую диссертацию. В 2002 году ему было присвоено звание доцента. В 2005 году защитил докторскую диссертацию. В 2005 году получил звание профессора. Ахмедом Бучаевым опубликовано 50 научных трудов, в том числе 12 монографий. В 2021 году назначен ректором ДГИНХ.

## Санкции
6 марта 2022 года после вторжения России на Украину подписал письмо в поддержу российской агрессии. 9 июня 2022 года попал под санкции Украины за поддержку войны. Также Бучаев был внесён ФБК в список коррупционеров и разжигателей войны за поддержку нападения на Украину.

## Награды и звания
- Орден Почёта Республики Дагестан III степени (2025)[5],
- Заслуженный экономист Республики Дагестан;
- Золотая медаль «Ученый года»;

## Образование
- 1988 — Дагестанский государственный университет, экономист;

## Трудовая деятельность
- 1988—1989 — старший экономистом отдела экономического анализа и АСУ хозрасчетного центра по трудоустройству переобучению и профориентации населения и старшим экономистом по социально-экономическим вопросам Госкомитета ДАССР по труду и социальным вопросам;
- 1989—1991 — главный товаровед Махачкалинской оптово-торговой базы культтоваров, начальник торгового отдела базы;
- 1991—2004 — проректор по экономике и финансам Дагестанского государственного института народного хозяйства;
- 2004—2006 — директор профессионального лицея № 14;
- 2006—2021 — проректор по начальному и среднему образования Дагестанского государственного университета народного хозяйства;
- 2021 — н.в. — ректор Дагестанского государственного университета народного хозяйства;

## Книги
- «Земля — чья она» (1995);
- «Малый бизнес — проблемы развития» (1999);
- «Предпринимательство в системе экономических реформ — теория, опыт, проблемы» (2002);
- «Кооперация в аграрном секторе экономики» (2003);
- «Развитие малого предпринимательства в сельском хозяйстве» (2004);
- «Сельская бедность и предпринимательство» (2005);
- «Тернистый путь кооперации» (2008);

## Личная жизнь
Женат. Имеет шестерых детей. Отец: Гамид — ректор ДГУНХ (1991—2008), брат Яхья — ректор ДГУНХ (2008—2021), сестра Зайнаб — кандидат физико-математических наук.